# Nomada centenarii
Nomada centenarii är en biart som beskrevs av Dusmet y Alonso 1932. Nomada centenarii ingår i släktet gökbin, och familjen långtungebin. Inga underarter finns listade i Catalogue of Life.